# ハビ・ゲラ
ハビ・ゲラ（Javi Guerra）ことハビエル・ゲラ・モレノ（Javier Guerra Moreno, 2003年5月13日 - ）は、スペイン・バレンシア州ジレ出身のプロサッカー選手。バレンシアCF所属。ポジションはミッドフィールダー。

## 経歴

### クラブ
バレンシア州のジレに生まれ、ビジャレアルのカンテラを経て2019年にバレンシアへと移った。2021年5月14日、バレンシアと初のプロ契約を交わし、2022年1月16日、コパ・デル・レイのアトレティコ・バレアレス戦でトップチーム初出場。2023年4月27日、リーグ第31節のレアル・バリャドリード戦でラ・リーガ初ゴールを記録。また、2022-23シーズンはBチームでの活躍により、セグンダ・フェデラシオン（グループ3）の最優秀選手に選出された。
2023年5月16日、クラブとの契約を2027年まで延長することで合意し、2023-24シーズンから正式にトップチームへ昇格することが決定した。
2025年8月9日、クラブとの契約を2029年まで2年延長することで合意した。

### 代表
2021年9月3日、U-19メキシコ代表との親善試合で世代別代表初出場。
2023年9月、U-21スペイン代表に初招集され、9月8日、UEFA U-21欧州選手権予選のマルタ戦で初出場。以降、このチームの主力として出場を続け、2025年6月に迎えた本大会にもチームの副キャプテンとして臨み、グループステージのルーマニア戦ではプレイヤー・オブ・ザ・マッチに選出され、準々決勝のイングランド戦ではPKによる得点を挙げたが、この試合で敗退した。

## 個人成績
| 国内大会個人成績 | 国内大会個人成績 | 国内大会個人成績 | 国内大会個人成績 | 国内大会個人成績 | 国内大会個人成績 | 国内大会個人成績 | 国内大会個人成績 | 国内大会個人成績 | 国内大会個人成績 | 国内大会個人成績 | 国内大会個人成績 |
| 年度             | クラブ           | 背番号           | リーグ           | リーグ戦         | リーグ戦         | リーグ杯         | リーグ杯         | オープン杯       | オープン杯       | 期間通算         | 期間通算         |
| 年度             | クラブ           | 背番号           | リーグ           | 出場             | 得点             | 出場             | 得点             | 出場             | 得点             | 出場             | 得点             |
| スペイン         | スペイン         | スペイン         | スペイン         | リーグ戦         | リーグ戦         | 国王杯           | 国王杯           | オープン杯       | オープン杯       | 期間通算         | 期間通算         |
| ---------------- | ---------------- | ---------------- | ---------------- | ---------------- | ---------------- | ---------------- | ---------------- | ---------------- | ---------------- | ---------------- | ---------------- |
| 2021-22          | バレンシア       | 30               | ラ・リーガ       | 0                | 0                | 1                | 0                | -                | -                | 1                | 0                |
| 2022-23          | バレンシア       | 36               | ラ・リーガ       | 10               | 1                | 0                | 0                | -                | -                | 10               | 1                |
| 2023-24          | バレンシア       | 8                | ラ・リーガ       | 36               | 4                | 4                | 0                | -                | -                | 40               | 4                |
| 2024-25          | バレンシア       | 8                | ラ・リーガ       | 36               | 3                | 2                | 0                | -                | -                | 38               | 3                |
| 通算             | スペイン         | スペイン         | ラ・リーガ       | 82               | 8                | 7                | 0                | -                | -                | 89               | 8                |
| 総通算           | 総通算           | 総通算           | 総通算           | 82               | 8                | 7                | 0                | 0                | 0                | 89               | 8                |

## タイトル

### 個人
- セグンダ・フェデラシオングループ3 シーズン最優秀選手（2022-23）[6]
- ラ・リーガ 月間最優秀若手選手（2023年9月）[6]